# Čelovce (Prešov)
Čelovce es un municipio del distrito de Prešov en la región de Prešov, Eslovaquia, con una población estimada a final del año 2024 de 394 habitantes.
Se encuentra ubicado en el centro-sur de la región, en el valle del río Torysa (cuenca hidrográfica del río Tisza) y cerca de la frontera con la región de Košice.

## Demografía
| Año        | 1994 | 2004     | 2014    | 2024     |
| ---------- | ---- | -------- | ------- | -------- |
| Población  | 264  | 303      | 324     | 394      |
| Diferencia |      | +14,77 % | +6,93 % | +21,60 % |

| Año        | 2023 | 2024    |
| ---------- | ---- | ------- |
| Población  | 375  | 394     |
| Diferencia |      | +5,06 % |